# Callipyrga turrita
Callipyrga turrita là một loài bọ cánh cứng trong họ Cerambycidae.